# نينكاراك
نينكاراك (د نين-كار-را-أك ) كانت آلهة الطب التي كانت تُعبد بشكل رئيسي في شمال بلاد ما بين النهرين وسوريا. وقد اقترح أن اسمها نشأ إما في اللغة الأكادية أو في لغة ركيزة غير محددة ربما كانت تتحدث في أجزاء من سوريا الحديثة، وليس في اللغة السومرية. من المفترض أن الإملاء غير المتسق يعكس محاولات علمية قديمة لجعله أكثر تشابهًا مع الأسماء السومرية. وأفضل المعابد المخصصة لها كانت موجودة في سيبار (في العراق الحديث) وفي ترقة (في سوريا الحديثة). تم استخدام النتائج التي تم الحصول عليها من الحفريات التي أجريت في موقع هذا الأخير كدليل في تأريخ تاريخ المنطقة بشكل أكثر دقة. تتوفر شهادات أخرى من شمال بلاد ما بين النهرين، بما في ذلك مملكة آبوم وآشور ومنطقة ديالى، ومن مدن مختلفة في جنوب بلاد ما بين النهرين مثل لارسا ونيبور وربما أوروك، وكذلك من أوغاريت وإيمار. من الممكن أن تكون الإشارات إلى "نينكار" في النصوص من إيبلا ونيكاراوا، والتي تم توثيقها في النقوش اللوفية من كركميش، تتعلق بنينكاراك.
مثل عدد من آلهة الشفاء الأخرى، تم وصف نينكاراك بأنها طبيبة إلهية. شاركت دورها في البانتيون الرافديني مع الآلهة مثل جولا، ونينيسينا، ونينتينوجا، وباو. غالبًا ما يتم العثور على الكلاب مرتبطة بنينكاراك ويتم تفسيرها كرمز لها وكذلك للعديد من آلهة الطب الإلهية الأخرى. على الرغم من أنها كانت تُعرف أحيانًا بآلهة أخرى مماثلة، إلا أن بعض السمات كانت فريدة بالنسبة لها. وبالإضافة إلى توزيع الأدلة على عبادتها، فإنها بمثابة إشارة إلى أنه حتى لو تم تجميعها جزئيًا، فإن آلهة الطب في بلاد ما بين النهرين كانت لها أصول مميزة. من الممكن أن تكون نينكاراك قد تطورت إلى إلهة الشفاء فقط بسبب ارتباطها بالفعل بالمرض في صيغ اللعنة، حيث تظهر بشكل متكرر منذ وقت مبكر في الإمبراطورية الأكادية. وفي سياق تلك النصوص يمكن ربطها بـ Išḫara.

## الاسم والأصل
في حين أن التهجئة القياسية لاسم نينكاراك هي d nin -kar-ra-ak، إلا أنه لم يتم توثيقها قبل الألفية الثانية قبل الميلاد، وتُظهر الكتابة المسمارية درجة من التنوع في النصوص المسمارية. تشمل التهجئة من فترة أور الثالثة d nin-kar 7 وd nin-kar-ra، بينما في النصوص من الفترة البابلية القديمة، أشكال مثل d nin-kar d nin-kar-ra d nin-kar- ak ،d nin-ni-ka-ra-ak ،d nin-kar-ak ،d nin-ḫar-ra (من ماري)، وربما d nin-ḫar-ra-ak وd nin-kar يمكن العثور على 2. في أوغاريت، كان اسمها مكتوبًا على النحو التالي: ni-ka-rak x (rik 2 )، بينما في تعويذة من Alalakh، تم استعادة اسم تالف مؤقتًا على النحو التالي: ne-ni-ka-ra-ak. تظهر تهجئتان أخريان، d nin-kar 2 -ra-ak(-a) 2 وd nin-ka-rak في المصادر البابلية الحديثة، على الرغم من أن التهجئة القياسية كانت تُستخدم عمومًا بشكل ثابت خلال الفترة البابلية الوسطى. كتابة اسمية بالخط الرقعي، د ن إن.إن. DUB، من المرجح أن يكون مشتقًا من d NIN. IN، يستخدم لتمثيل اسم إلهة أخرى للطب، نينيسينا، على الرغم من أن الاحتمال الثاني والأقل احتمالاً وفقًا لأنطوان كافينيو ومانفريد كريبرنيك هو أنه كان قائمًا على اتصال بمصطلح إندوب، " الجسر". قائمة الآلهة أن = أنوم تعطي أيضًا نينيكيسيجا، والتي ربما يُفهم أنها "سيدة بيت القرابين الجنائزية "، كاسم بديل لنينكاراك.
وفقًا لاقتراح ويستنهولز، فإن المنطقة التي كان يُعبد فيها نينكاراك في الأصل "قد تكون في حوض نهر الخابور، حيث يكون أحد جانبي المثلث الذي يشكله نهر الخابور وينتهي عند ترقا والجانب الآخر من المثلث الذي يشكله نهر دجلة وينتهي عند أكاد ". ومع ذلك، فمن المقبول عمومًا أن نقطة المنشأ لنينكاراك يجب اعتبارها غير مؤكدة في ضوء الأدلة المتاحة.

### إيبلايت نينكار
اقترح جوان جودنيك ويستنهولز أن اسم "نينكار" المذكور في النصوص من إيبلا، يرمز إلى نينكاراك وليس إلهة النهار التي تحمل الاسم نفسه ولكنها أكثر غموضًا في جنوب بلاد ما بين النهرين. ومن المعروف أيضًا من مصادر بلاد ما بين النهرين أن هناك اختصارًا عرضيًا لاسم نينكاراك إلى "نينكار". وقد قبل ألفونسو آرشي هذه النظرية أيضًا، حيث لاحظ أن تحديد هوية نينكار الإيبلايتية مع إلهة النهار السومرية الثانوية من شأنه أن يجعل من الصعب تفسير سبب شيوع التفاني لها نسبيًا، على سبيل المثال بين نساء البيت الملكي. تفترض إيرين سيبنج-بلانتولت أيضًا أن نينكاراك كان يُعبد في إيبلا.

### لوويان نيكاراوا
من المحتمل أن نينكاراك، تحت اسم نيكاراوا ( d ni-ka+ra/i-wa/i-sa 2 )، يظهر في نقش لووي هيروغليفي من كركميش، والذي يطلب من كلاب الإلهة أن تلتهم أي شخص يتلف النصب المنقوش. إن تحديد نيكاراوا مع نينكاراك له تاريخ طويل في الدراسات الحديثة. وقد اقترح إجناس جيلب ذلك بالفعل في ترجمته لنقش كاركميش في عام 1938. وقد تم الطعن في هذه الترجمة في منشور حديث لسيلفيا هوتر-براونسار، على الرغم من أنه اعتبارًا من عام 2022، لا يزال تحديد نيكاراوا كتهجئة بديلة لاسم نينكاراك يُعتبر معقولاً.

## شخصية
كان يُنظر إلى نينكاراك على أنها إلهة الشفاء وتعمل كطبيبة إلهية. تشير الأدلة من قوائم الآلهة مثل أن = أنوم إلى أن علماء اللاهوت اعتبروها إلهة الطب الأكادية الافتراضية. يخاطبها شوربو باسم "الطبيبة العظيمة" ( أزوجالاتو ). تم تصوير آلهة بلاد ما بين النهرين المرتبطة بالطب على أنها جراحات في النصوص الأدبية، حيث تقوم بتنظيف الجروح ووضع الضمادات. تستدعي إحدى تعويذات الشفاء نينكاراك بصيغة "أتمنى أن تضمدك نينكاراك بيديها اللطيفتين". يُعتقد أن مجال خبرتها الآخر هو طرد الأرواح الشريرة. كما تم إثباته لأول مرة في النصوص من العصر الآشوري القديم، يمكن استدعاؤها لطرد الشيطان لاماشتو، وهو ما تم إثباته أيضًا بالنسبة لنينيسينا وقد يشير إلى أن آلهة الشفاء كانت تُعتبر حارسات للنساء الحوامل، وكذلك الأمهات والمواليد الجدد، وهم مجموعات ديموغرافية معرضة للخطر بشكل خاص من قبل هذا المخلوق وفقًا للمعتقدات الرافدينية. ومن الجدير بالذكر أن نينكاراك لم يتم وصفه بأنه قابلة إلهية،
تم استدعاء نينكاراك أيضًا في اللعنات. وبصفتها هذه، طُلب منها أن تصيب المخالفين المحتملين بأمراض مختلفة، مما دفع يان أسمان إلى الإشارة إليها باعتبارها "إلهة الأمراض". تذهب إيرين سيبينج-بلانثولت إلى حد اقتراح أن نينكاراك ربما كان في المقام الأول إله لعنة، ولم يكتسب ارتباطًا بالشفاء إلا كامتداد لهذا الدور. لقد ظهرت بالفعل في صيغة لعنة من عهد نارام سين ملك أكاد. استدعى الملك البابلي حمورابي نينكاراك في صيغة لعنة على أحد شواهده، واصفًا إياها بـ "الإلهة التي تروج لقضيتي في معبد إيكور" وتوسل إليها بمعاقبة أي شخص يلحق الضرر بالآثار بأمراض "لا يستطيع الطبيب تشخيصها".
غالبًا ما كانت تتم الإشارة إلى كلاب نينكاراك، والتي كانت تعتبر مخيفة. يمكن التعرف عليها من خلال الأختام الموجودة في سيبار من خلال وجود هذه الحيوانات. تم العثور على تمثال صغير لكلب أثناء أعمال التنقيب في معبدها في ترقا. ومع ذلك، وفقًا لسيبينج-بلانثولت، ليس من المؤكد ما إذا كان ارتباط نينكاراك بالكلاب يعكس بالضرورة دورها كإلهة شفاء، وربما يعكس بدلاً من ذلك الطابع الحدّي للكلاب في المعتقدات الرافدينية.

## الارتباطات مع الآلهة الأخرى
لم يكن ينكاراك يقترن عادة بأي آلهة ذكور، على الرغم من أنها تظهر أحيانًا بالاشتراك مع بابيلساج، الذي كان يمكن أن يعمل أيضًا كزوج لآلهة الطب الأخرى. يظهران معًا على ختمين من العصر البابلي القديم. كان يُنظر إلى أنو باستمرار على أنها والد نينكاراك بينما كانت والدتها أوراش، مما يشير إلى أن أصلها كان متطابقًا مع أصل نينيسينا، إلهة الشفاء الأخرى. يقال أحيانًا أن ابن الإلهة الأخيرة، دامو، هو ابن نينكاراك. يظهران معًا في التعويذات. ومع ذلك، باستثناء نص ثنائي اللغة واحد، لم يرتبط نينكاراك مطلقًا بابنة نينيسينا، غونورا.
تساوي قائمة الآلهة An = Anum بين الإلهة NIN -ĝaʾuga (قراءة العلامة الأولى غير مؤكدة، حيث أن كل من ereš وégi احتمالات)، زوجة الإله Lugalabba، مع Ninkarrak، على الرغم من أنها في مفردات Emesal تتوافق مع Gula بدلاً من ذلك، ومن المعروف أيضًا وجود نص يتناوب اسمها في نسخ مختلفة مع Ninmug.
تشير إيرين سيبينج-بلانثولت إلى أنه من الممكن رسم أوجه تشابه بين أدوار نينكاراك وإلهة قوس قزح مانزات في المعاهدات.
في ترنيمة مخصصة لنانايا، تقارن هذه الإلهة نفسها بنينكاراك.

### إيشكارا

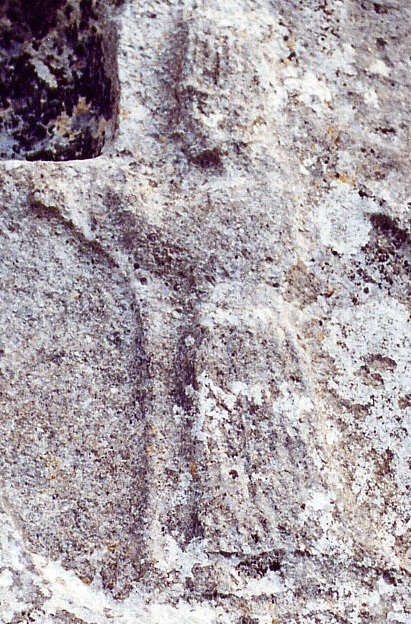
نقش بارز حوروي-حيثي من يازيليكايا يصور إيشاهارا

تؤكد مصادر متعددة وجود صلة بين نينكاراك وإيشكارا، وهي إلهة تم توثيقها لأول مرة في مصادر من إيبلا، والتي عبدتها لاحقًا ثقافات مختلفة في بلاد ما بين النهرين، وكذلك الحوريون والحثيون. كان يُعتقد أنها قادرة على إحداث الأمراض وعلاجها إذا تم تهدئتها، ولكنها عملت أيضًا كإلهة للحب وكانت مرتبطة بالعالم السفلي وبالتالي بالإلهة ألاني. تشمل أمثلة النصوص التي تذكر إيشكارا مع نينكاراك معاهدة آشورية قديمة، تقدم قوائم من سيبار وماري، وخاصة في صيغ اللعنة. بالإضافة إلى ذلك، يظهر كلاهما في معاهدة نارام سين مع عيلام، على الرغم من عدم وجودهما جنبًا إلى جنب. افترضت جوان جودنيك ويستنهولز أن الرابط بين الآلهة كان قائمًا على أصلهما المشترك في ما يُعرف بسوريا الحديثة،  بينما تشير إيرين سيبينج بلانثولت على نطاق أوسع إلى أنهما يُعبدان في "الأطراف الغربية والشرقية لبلاد ما بين النهرين" وتحدد ذلك باعتباره السبب. كما تقترح أنه بما أن نينكاراك كان مرتبطًا بالكلاب وإيشهارا إما بالثعابين أو العقارب، فقد كان من الممكن اعتبارهما آلهة تكميلية، بسبب رموزهما الحيوانية.
يُنسب اسم Meme إلى كل من Išḫara وNinkarrak في أقسامهما الخاصة من قائمة الآلهة An = Anum.

### آلهة الشفاء الأخرى
بالإضافة إلى نينكاراك، تنتمي العديد من آلهة الشفاء الأخرى إلى آلهة بلاد ما بين النهرين، من بينهم نينيسينا (من إيسين )، ونينتينوجا (من نيبور )، وغولا (ربما كانت في الأصل من أوما )، وباو. في حين أنها شكلت شبكة مترابطة، ويمكن التعامل معها كمكافئات أو دمجها، كانت جميعها منفصلة عن بعضها البعض في البداية. كانت الاختلافات بين الآلهة الفردية واضحة بشكل خاص في مجال العبادة، على النقيض من اللاهوت. في قائمة فايدنر، تظهر نينكاراك وغولا ونينيسينا بشكل منفصل عن بعضها البعض، مما يشير إلى أنه كان يُنظر إليها على أنها منفصلة عن بعضها البعض في وقت تأليفها. ومع ذلك، وكما لاحظت جوان جودنيك ويستنهولز، فإن دراسة نينكاراك باعتباره إلهًا مستقلاً كانت مهملة في علم الآشوريات في الماضي، مع عدم نشر أي دراسات مخصصة بين عامي 1918 و2010، وعدم وجود إدخال منفصل في Reallexikon der Assyriologie und Forderasiatischen Archäologie.
كان نينكاراك مرتبطًا بشكل عام بكل من جولا ونينيسينا، اللذان كانا قابلين للتبادل إلى حد ما. تم إثبات الارتباط بينها وبين هذه الإلهة لأول مرة في فترة أور الثالثة. في النصوص ثنائية اللغة، يظهر نينكاراك غالبًا في النسخة الأكادية، بينما يظهر نينيسينا في النسخة السومرية. ومن الأمثلة على ذلك النص المعروف باسم رحلة نينيسينا إلى نيبور. في الترنيمة المتأخرة لنينيسينا، يظهر نينكاراك كأحد أسمائها، موصوفًا بأنه "سيدة الضمادات (والأفعال السحرية)". تشير إيرين سيبينج-بلانثولت إلى أن الاختلاف بين شخصيتي نينكاراك ونينيسينا هو أن الأولى لم تكن توصف عادةً بأنها أمومة، على النقيض من الثانية التي كانت كذلك.
ترنيمة توحيدية لجولا ألفها بولوتسا رابي في وقت ما بين عامي 1400 قبل الميلاد و700 قبل الميلاد تساويها بعدد من الآلهة الأخرى، بما في ذلك نينكاراك، ولكن أيضًا باو، ونينسون، ونانشي، ونينيغيزيبارا، والمزيد. في الوقت نفسه، يبدو أن كل قسم يحافظ على معلومات حول الشخصية الأصلية للإلهة المذكورة فيه. لا يصف الكتاب المخصص لنينكاراك قدراتها كمعالجة، بل يسلط الضوء على مكانتها العالية.
في نسخة من النص الأدبي الثورة الكبرى ضد نارام سين من ماري، تم ذكر نينكاراك بالتزامن مع تتويج إيبخور كيشي، على الرغم من ظهور جولا بدلاً من ذلك في نسخة أخرى، والمعبد الموجود في نفس المقطع، إسباد، ينتمي إلى نينيسينا. تم إثبات درجة التبادلية بين نينكاراك ونينيسينا وبين نينكاراك وغولا في المصادر من سيبار، ككتابة متغيرة موثقة لكل من الأسماء الجغرافية والأسماء الثيوفورية (على سبيل المثال، يظهر نفس الرجل باسم "بوزور-نينكاراك" في وثيقة واحدة وباسم "بوزور-غولا" في وثيقة أخرى). وفقًا لباربرا بوك، من المحتمل أن الهجرة واسعة النطاق من إيسين كانت مسؤولة عن هذه الظاهرة. تشير إيرين سيبينج-بلانثولت إلى أنه بما أن نينكاراك كانت تُعبد هناك لفترة أطول من الإلهتين الأخريين، اللتين لا يوجد الكثير من الأدلة على وجودهما، فمن المرجح أن يتم التعامل مع أسمائهما باعتبارها " لقبها " محليًا. لا يوجد دليل آخر على وجود صلة وثيقة بين نينكاراك وجولا. تم تحديد الفرق بينهما بناءً على صيغ اللعنة، حيث تم استدعاء نينكاراك فقط لجلب الأمراض غير القابلة للشفاء.
في ماري، كانت كاكا، التي تبدو وكأنها إلهة شفاء محلية، مرتبطة بنينكاراك، ولكن أيضًا بنينشوبور. تعتبر هذه الإلهة المحلية مميزة عن كاكا، سوكال أنشار، المعروف من قائمة الآلهة أن = أنوم (حيث يظهر كاكا السابق في قسم نينكاراك) ومن الأسطورة اللاحقة، إينوما إليش.

## يعبد
أقدم شهادة مؤكدة عن نينكاراك وردت في المعاهدة بين نارام سين ملك أكاد وحاكم عيلام. وفقًا لدانيال تي بوتس، فهي واحدة من الآلهة الأربعة من البانتيون السومري الأكادية المذكورة فيه، والأربعة الآخرون هم نينورتا، وإيلابا، وإيشكارا، ومانزات، في حين أن الستة والعشرين الباقين هم من العيلاميين ومن بينهم، من بين آخرين، إينشوشيناك، وهومبان، وخوتران، وبينيكير، وسيموت. قد يشير إدراجها إلى أنها كانت تنتمي إلى مجمع الدولة للإمبراطورية الأكادية، على الرغم من أنه من المحتمل أيضًا أن إدراجها كان يعتمد بدلاً من ذلك على وجود عبادتها في المناطق المتاخمة لعيلام. هناك عدد من المراجع المبكرة المحتملة الأخرى غير مؤكدة، حيث ليس من الواضح متى يشير النص d nin-kar إلى Ninkarrak ومتى إلى إلهة ضوء النهار، Ninkar، التي كانت تعتبر مماثلة لـ Aya. زعمت جوان جودنيك ويستنهولز أن الأخير معروف فقط من جيرسو، بينما تحافظ إيرين سيبينج بلانثولت على نهج أكثر حذرًا، وتخلص إلى أنه لا يزال من غير المؤكد أي إلهة هي المقصودة في المصادر المبكرة مثل قائمة آلهة أبو صلابيخ. وقد تم التعرف على بعض الشهادات المبكرة الأخرى في التعاويذ والنقوش والأسماء الإلهية وأسماء الأماكن من العصر الأكادى القديم وأور الثالثة، على الرغم من أن اسم نينكاراك لم يرد في قوائم الآلهة قبل العصر البابلي القديم.

### سيبار
إن عبادة نينكاراك موثقة جيدًا في المصادر من سيبار، على الرغم من أنه ليس من المؤكد ما إذا كانت موجودة في البانتيون المحلي قبل العصر البابلي القديم أو ما إذا كانت قد تم تقديمها هناك فقط أثناء حكم إيميرم، ربما من منطقة ديالى. كان هناك معبد مخصص لها موجودًا بالفعل في العصر البابلي القديم. كان يحمل الاسم الاحتفالي Eulla، "بيت الابتهاج". ربما كان المعبد يمتلك ممتلكات في المدينة، كما يشير إلى ذلك الإشارة إلى حقل نينكاراك. يذكر اسم عام لبونتاختون إيلا، وهو حاكم محلي لسيبار معاصر لسومولايل، أنه أحضر طبلة ليليسو إلى معبدها. كما تم تسمية أحد بوابات المدينة وحي منها باسمها. تظهر أيضًا في الأسماء الثيوفورية، مثل Puzur-Ninkarrak وṢilli-Ninkarrak. كان أحد حاملي هذا الاسم الأخير كاتبًا في عهد حمورابي ملك بابل.
في المصادر من سيبار البابلية الوسطى، يظهر اسمها فقط على نقش كودورو (حجر الحدود)، والذي ينص على أنه إذا انتهك أي شخص اللوائح المذكورة، فإن نينكاراك "سيأخذ بذوره". إن الشهادات من الفترتين الكيشية والبابلية الوسطى نادرة بشكل عام: حيث تم ذكر اسمها فقط على ثلاثة كودورو، ولم يتم ربطها بشكل واضح بشخصية محددة مصورة، وعلى ختم واحد.
يبدو أن الملك البابلي الجديد نبوخذ نصر الثاني، الذي حكم من عام 605 إلى 562 قبل الميلاد، كان مخلصًا لنينكاراك وأعاد بناء يولا. من المعروف حاليًا وجود ثماني نسخ من نقش تذكاري لهذا الحدث. يذكر الملك أنه كُلف من قبل مردوخ بإصلاحه، ويصف حالته السابقة على النحو التالي: "لم يتم الحفاظ على المعبد في حالة جيدة، بحيث تم محو مخططه الأرضي وأصبحت مخططاته غير قابلة للتعرف عليها، مغطاة بالغبار، (والتي) لم تعد تُسمى مع مقدسات الآلهة، (التي) انقطعت عروضها المنتظمة، وتوقف ذكرها، وتوقف تقديم عروض الحبوب". كما قام ببناء معابد مخصصة لنينكاراك في بورسيبا وبابل. أما الأخير، Ehursagsikilla، "البيت، الجبل النقي"، فقد نجا حتى أواخر العصر البارثي. ويشير عدد من المصادر إلى أنه معبد جولا بدلاً من ذلك. يشير أندرو ر. جورج إلى أنه ينتمي إلى "جولا نينكاراك" ويقترح بشكل مؤقت أنه كان نفس بيت العبادة مثل إيجالما. يصف جوان جودنيك ويستنهولز المعبد في بورسيبا بمصطلحات مماثلة.

### تيركا
كانت نينكاراك موجودة أيضًا في مجمع الآلهة في منطقة الفرات الأوسط. في ماري، ظهرت في قائمة الآلهة والقرابين لهم من عهد زيمري ليم وفي التعويذات العلاجية. كانت مرتبطة بشكل خاص بقوة بمدينة تيركا القريبة. وقد تم التعرف على أحد المعابد التي تم التنقيب عنها في تلك المدينة على أنه معبد مخصص لنينكاراك. استند التعريف إلى اكتشافات تشمل لوحًا يحتوي على قائمة من العروض التي تبدأ باسمها (على الأرجح استخدمها الكهنة كنقطة مرجعية للحفاظ عليها)، بالإضافة إلى الأختام التي تذكرها، وغيرها من الأدلة الكتابية. من بين العناصر التي تم التنقيب عنها 6637 خرزة مصنوعة من مجموعة متنوعة من المواد ( العقيق، العقيق الأحمر، الجبس، الهيماتيت، اللازورد، والبلور الصخري)، بما في ذلك بعضها على شكل حيوانات (ضفدع، بقرة، وبطة) بالإضافة إلى تسعة خنافس على الطراز المصري، والتي من المحتمل أن تكون جميعها بمثابة قربان لنينكاراك أو كانت وديعة معبد. كما عثر علماء الآثار داخل المعبد أيضًا على عدد من التماثيل البرونزية الصغيرة للكلاب. كشفت الحفريات الإضافية أيضًا عن فأس احتفالي وسيف مع نقش ديني يذكر نينكاراك، وكلاهما مصنوع من البرونز.
يعود تاريخ الاحتلال المبكر للبناء تقريبًا إلى نفس الفترة التي حكم فيها ثلاثة ملوك من تيرقة:
- يديخ أبو، وهو معاصر لسمسويلونا ملك بابل، هزمه الأخير في عام 1721 قبل الميلاد [82]
- كاشتيلياش، الذي قُدِّر في البداية أنه حكم حوالي عام 1690 قبل الميلاد [82] تم اقتراح تاريخ لاحق لـ 1650 قبل الميلاد أيضًا، بناءً على تحليل أدق للقطع الأثرية. [83] تم تأريخ الخرز، الذي من المحتمل أنه كان بمثابة وديعة معبد، على وجه التحديد إلى عهده. [82] اسمه من أصل كاشيتي. [84]
- شونوهرو-أمو، حكم حوالي عام 1650 قبل الميلاد وفقًا للتقديرات الأولية. [82]

ومع ذلك، ظل المعبد قيد الاستخدام في وقت لاحق أيضًا. ويتكهن علماء الآثار بأن المعبد تم تجديده عدة مرات.
تعتبر الجعران التي عُثر عليها في معبد نينكاراك من الاكتشافات ذات الأهمية الأثرية الخاصة، حيث تمثل الموقع الشرقي المعروف الذي عُثر فيه على مثل هذه الأشياء في رواسب مختومة يعود تاريخها إلى العصر البابلي القديم. أتاح التنقيب إمكانية تحديد تاريخ القطع الأثرية بدقة نسبية حيث لم يتم إثبات بعض السمات الواضحة فيها قبل عام 1650-1640 قبل الميلاد (حكم الأسرة الخامسة عشرة في مصر ). تعتبر الهيروغليفية المنقوشة عليها "رديئة التنفيذ ومفهومة بشكل خاطئ في بعض الأحيان"، مما يشير إلى أصلها الشامي وليس المصري، مع وجود نقوش مماثلة معروفة في جبيل وصيدا وأوغاريت.

### شهادات أخرى من بلاد ما بين النهرين
في الوثائق من العصر الآشوري القديم، نينكاراك هي إلهة الشفاء الوحيدة الموثقة، ومن المعروف وجود إشارة إلى ملكية معبد مخصص لها. تشمل المصادر الآشورية اللاحقة التي تذكرها نص تاكولتو، الذي يسرد الآلهة التي استقبلها الملك خلال طقوس طويلة وعدد من الترانيم من آشور، على الرغم من أنها لم تكن إلهة رئيسية في هذه المنطقة في الألفية الأولى قبل الميلاد. في مملكة آبوم، التي تقع أيضًا في شمال بلاد ما بين النهرين في وادي الخابور العلوي، كانت واحدة من الآلهة التي يتم استدعاؤها في صيغ القسم في المعاهدات، وربما كان تمثال لها موجودًا أثناء الاحتفالات ذات الصلة. ومع ذلك، يزعم كلااس ر. فينهوف أنه لا يمكن الجزم بما إذا كانت نينكاراك تظهر في وثائق هذه المملكة كإلهة محلية أو ما إذا كانت تنتمي بدلاً من ذلك إلى آلهة الموقع الآخر على المعاهدة.
كان يوجد معبد نينكاراك في مكان ما بالقرب من نهر ديالى، على الرغم من أن اسمه الاحتفالي وموقعه الدقيق غير معروفين. ومن المعروف أنها كانت تُعبد في شادوبوم، حيث أقيم مهرجان يتضمن تقديم زيت السمسم على شرفها، وفي إيشكلي، حيث تم توثيقها في التعويذات، وفي نوزي، حيث ظهرت في الأسماء الثيوفورية (نينكاراك-أمي ونينكاراك-سيلي).
كما تم عبادة نينكاراك في أماكن أكثر ارتباطًا بعبادة آلهة الشفاء الأخرى: كان لديها كنيسة صغيرة في نيبور (حيث كانت إلهة الشفاء الرئيسية هي نينتينوجا) وهي موجودة أيضًا في عدد صغير من الأسماء الشخصية من نيبور. ومن المحتمل أيضًا أنها كانت تُعبد في موقع في إيسين. يذكر اسم عام لأحد ملوك سلالة إيسن، سوين ماجير، حفر قناة تحمل اسمها.
في حين أن وجودها في المصادر من قلب بلاد ما بين النهرين قبل نهاية العصر البابلي القديم كان نادرًا بشكل عام، إلا أن هناك إشارات متفرقة إليها معروفة أيضًا من المدن الواقعة في أقصى الجنوب، ولا سيما لارسا وأوروك. ومع ذلك، في الحالة الأخيرة فإن الدليل الوحيد هو رسالة بصيغة "كما أنني لا أدير ظهري لنينكاراك، فأنا لا أدير ظهري لك"، والتي قد تعكس فقط التفاني الشخصي للمؤلف أو المجتمع المهني الذي ينتمي إليه، وبالتالي، لا تؤكد بالضرورة أنها كانت تنتمي إلى البانتيون المحلي.

### خارج بلاد ما بين النهرين
تظهر إلهة معروفة من نصوص إيبلا والتي قد تتوافق مع نينكاراك، نينكار، في إحدى قوائم القرابين، بعد رشيف هاداني وزوجته أداما. كما تم توثيق تقديم هراوة لها، على الرغم من أن ألفونسو آرتشي يعتبر ذلك أمرًا غير معتاد.
من المعروف أن هناك شهادات عن نينكاراك من مصادر من كل من إيمار وأوغاريت في سوريا الحديثة، ووفقًا لجوان جودنيك ويستنهولز، فقد تدعم هذه الشهادات النظرية القائلة بأنها نشأت في شمال غرب بلاد ما بين النهرين. وفي إيمار لم يكن لها معبد ولم تظهر في الأسماء الثيوفورية. تستدعيها صيغة اللعنة إلى جانب إيسكارا وتتوسل إليهما بالرد إذا قام أي شخص بإتلاف بقية النص عن طريق تدمير "بذرته واسمه". وفي أوغاريت، تم ذكرها في وصفة طبية ضد أمراض العيون مكتوبة باللغة الأكادية. من المفترض أن يكون له أصل بابلي. بالإضافة إلى نينكاراك، تستدعي الصيغة أيضًا دامو. تم ذكر كلاهما في تعويذة ضد الشيطان لاماشتو من نفس المدينة أيضًا، في هذه الحالة بعد الزوج إيا وأسالوكي.
تذكر نسخة من أسطورة أدابا من تل العمارنة، والتي من المفترض أنها جزء من منهج مدرسة كتابية، نينكاراك.

### فهرس
- Ahrens، Alexander (2010). "The Scarabs from the Ninkarrak Temple Cache at Tell 'Ašara/Terqa (Syria): History, Archaeological Context, and Chronology". Ägypten und Levante/Egypt and the Levant. Austrian Academy of Sciences Press. ج. 20: 431–444. DOI:10.1553/AEundL20s431. ISSN:1015-5104. JSTOR:23789950. مؤرشف من الأصل في 2023-07-31. اطلع عليه بتاريخ 2021-08-02.
- Allen، Spencer L. (2013). "Rearranging the Gods in Esarhaddon's Succession Treaty (SAA 2 6:414—465)". Die Welt des Orients. Vandenhoeck & Ruprecht (GmbH & Co. KG). ج. 43 ع. 1: 1–24. DOI:10.13109/wdor.2013.43.1.1. ISSN:0043-2547. JSTOR:23608127. مؤرشف من الأصل في 2021-11-12. اطلع عليه بتاريخ 2021-09-18.
- Archi، Alfonso (1997). "Studies in the Ebla Pantheon, II". Orientalia. GBPress - Gregorian Biblical Press. ج. 66 ع. 4: 414–425. ISSN:0030-5367. JSTOR:43078145. مؤرشف من الأصل في 2024-04-22. اطلع عليه بتاريخ 2021-08-03.
- Archi، Alfonso (2013). "The West Hurrian Pantheon and Its Background". في Collins، B. J.؛ Michalowski، P. (المحررون). Beyond Hatti: a tribute to Gary Beckman. Atlanta: Lockwood Press. ISBN:978-1-937040-11-6. OCLC:882106763.
- Archi، Alfonso (2015). Ebla and Its Archives. De Gruyter. DOI:10.1515/9781614517887. ISBN:978-1-61451-716-0.
- Archi، Alfonso (2019). "Šamagan and the Mules of Ebla. Syrian Gods in Sumerian Disguise". Between Syria and the Highlands: studies in honor of Giorgio Buccellati & Marilyn Kelly-Buccellati. Rome: Arbor Sapientiae editore. ISBN:978-88-31341-01-1. OCLC:1137837171. مؤرشف من الأصل في 2024-10-07.
- Asher-Greve، Julia M.؛ Westenholz، Joan G. (2013). Goddesses in Context: On Divine Powers, Roles, Relationships and Gender in Mesopotamian Textual and Visual Sources (PDF). Academic Press Fribourg. ISBN:978-3-7278-1738-0. مؤرشف من الأصل (PDF) في 2024-12-18.
- Assmann، Jan (1992). "When Justice Fails: Jurisdiction and Imprecation in Ancient Egypt and the Near East". The Journal of Egyptian Archaeology. Egypt Exploration Society. ج. 78: 149–162. DOI:10.2307/3822069. ISSN:0307-5133. JSTOR:3822069. مؤرشف من الأصل في 2023-02-12. اطلع عليه بتاريخ 2021-09-18.
- Beckman، Gary (2002). "The Pantheon of Emar". Silva Anatolica: Anatolian studies presented to Maciej Popko on the occasion of his 65th birthday. Warsaw: Agade. hdl:2027.42/77414. ISBN:83-87111-12-0. OCLC:51004996.
- Böck، Barbara (2015). "Ancient Mesopotamian Religion: A Profile of the Healing Goddess". Religion Compass. Wiley. ج. 9 ع. 10: 327–334. DOI:10.1111/rec3.12165. hdl:10261/125303. ISSN:1749-8171. S2CID:145349556.
- Cavigneaux, Antoine; Krebernik, Manfred (1998), "Nin-ekisiga", Reallexikon der Assyriologie (بالألمانية), Retrieved 2022-08-24
- Cavigneaux, Antoine; Krebernik, Manfred (1998a), "NIN-ĝaʾuga", Reallexikon der Assyriologie (بالألمانية), Retrieved 2022-08-24
- Cavigneaux, Antoine; Krebernik, Manfred (1998b), "dNIN.IN.DUB", Reallexikon der Assyriologie (بالألمانية), Retrieved 2022-08-24
- Da Riva، Rocío (2010). "Dynastic Gods and Favourite Gods in the Neo-Babylonian Period". Concepts of kingship in antiquity: proceedings of the European Science Foundation Exploratory Workshop, held in Padova, November 28th-December 1st, 2007. Padova Winona Lake, Ind: S.A.R.G.O.N. Editrice e Libreria Distributed by Eisenbrauns. ISBN:978-88-95672-01-4. OCLC:664134580.
- de Boer، Rients (2021). "Studies on the Old Babylonian Kings of Isin and Their Dynasties with an Updated List of Isin Year Names". Zeitschrift für Assyriologie und Vorderasiatische Archäologie. Walter de Gruyter GmbH. ج. 111 ع. 1: 5–27. DOI:10.1515/za-2021-0003. ISSN:1613-1150. S2CID:235779493.
- del Olmo Lete، Gregorio؛ Rowe، Ignacio Márquez (2014). Incantations and Anti-Witchcraft Texts from Ugarit. Studies in Ancient Near Eastern Records (SANER). De Gruyter. ISBN:978-1-61451-492-3. مؤرشف من الأصل في 2023-10-17. اطلع عليه بتاريخ 2022-08-25.
- Feliu، Lluís (2003). The god Dagan in Bronze Age Syria. Leiden Boston, MA: Brill. ISBN:978-90-04-13158-3. OCLC:52107444.
- Gelb، Ignace J. (1938). "The Dogs of Nikarawas". The American Journal of Semitic Languages and Literatures. University of Chicago Press. ج. 55 ع. 2: 200–203. DOI:10.1086/amerjsemilanglit.55.2.3088096. ISSN:1062-0516. JSTOR:3088096. S2CID:170093750. مؤرشف من الأصل في 2023-02-12. اطلع عليه بتاريخ 2021-09-18.
- George، Andrew R. (1993). House most high: the temples of ancient Mesopotamia. Winona Lake: Eisenbrauns. ISBN:0-931464-80-3. OCLC:27813103.
- Harris، Rivkah (1975). Ancient Sippar: a Demographic Study of an Old-Babylonian City, 1894-1595 B.C. Uitgaven van het Nederlands Historisch-Archaeologisch Instituut te Istanbul. Nederlands Historisch-Archaeologisch Instituut. مؤرشف من الأصل في 2023-11-20. اطلع عليه بتاريخ 2022-08-25.
- Hutter-Braunsar, Sylvia (2019). "Die Gottheit Nikarawa in Karkamiš". Hrozný and Hittite. The First Hundred Years. Culture and History of the Ancient Near East (بالألمانية). Brill. Vol. 107. pp. 518–530. DOI:10.1163/9789004413122_030. ISBN:9789004413122. S2CID:213448417.
- Krebernik, Manfred (1997), "Meme(-šaga)", Reallexikon der Assyriologie (بالألمانية), Retrieved 2021-07-28
- Liggett، Renata M. (1982). "Ancient Terqa and its temple of Ninkarrak: The Excavations of the Fifth and Sixth Seasons". Near Eastern Archaeology Society Bulletin. مؤرشف من الأصل في 2024-12-05.
- Litke، Richard L. (1998). A reconstruction of the Assyro-Babylonian god lists, AN:dA-nu-umm and AN:Anu šá Ameli (PDF). New Haven: Yale Babylonian Collection. ISBN:978-0-9667495-0-2. OCLC:470337605. مؤرشف من الأصل (PDF) في 2024-06-20.
- Murat، Leyla (2009). "Goddess Išhara". Ankara Üniversitesi Dil ve Tarih-Coğrafya Fakültesi Tarih Bölümü Tarih Araştırmaları Dergisi. ج. 45. مؤرشف من الأصل في 2024-07-10.
- Potts، Daniel (1999). The archaeology of Elam: formation and transformation of an ancient Iranian state. New York: Cambridge University Press. ISBN:978-0-511-48961-7. OCLC:813439001.
- Sibbing-Plantholt، Irene (2022). The Image of Mesopotamian Divine Healers. Healing Goddesses and the Legitimization of Professional Asûs in the Mesopotamian Medical Marketplace. Boston: Brill. ISBN:978-90-04-51241-2. OCLC:1312171937.
- Taracha، Piotr (2009). Religions of Second Millennium Anatolia. Harrassowitz. ISBN:978-3447058858.
- Veenhof، Klaas R. (2018). "The Family God in Old Babylonian and Especially in Old Assyrian Sources". Revue d'assyriologie et d'archéologie orientale ع. 112: 49–90. DOI:10.3917/assy.112.0049. ISSN:0373-6032. مؤرشف من الأصل في 2022-11-27. اطلع عليه بتاريخ 2022-08-26.
- Wagensonner، Klaus (2008). "Nin-Isina(k)s Journey to Nippur. A bilingual divine journey revisited". Wiener Zeitschrift für die Kunde des Morgenlandes. Department of Oriental Studies, University of Vienna. ج. 98: 277–294. ISSN:0084-0076. JSTOR:23861637. مؤرشف من الأصل في 2024-10-07. اطلع عليه بتاريخ 2022-08-26.
- Westenholz، Joan G. (2010). "Ninkarrak – an Akkadian goddess in Sumerian guise". Von Göttern und Menschen. Brill. ص. 377–405. DOI:10.1163/9789004187474_020. ISBN:9789004187481.
- Wilhelm، Gernot (1989). The Hurrians. Warminster, England: Aris & Phillips. ISBN:978-0-85668-442-5. OCLC:21036268.

## روابط خارجية
- معبد نينكاراك على موقع terqa.org، وهو موقع يوثق أعمال التنقيب التي قامت بها بعثة أمريكية مشتركة في ترقا بين عامي 1976 و1986
- شخصيات حيوانية من تيركا